# حي عصر الأعلى (صنعاء)

تعديل مصدري - تعديل

حي عصر الأعلى أحد أحياء مديرية معين في مدينة صنعاء اليمنية، بلغ عدد سكانه 2291 نسمة حسب التعداد السكاني في اليمن لعام 2004.

## الحارات
| الحارة              | عدد المساكن | عدد الأسر | الذكور | الأناث | الإجمالي |
| ------------------- | ----------- | --------- | ------ | ------ | -------- |
| حارة المجمع الصناعي | 220         | 188       | 701    | 519    | 1220     |
| حارة بيت عذران      | 168         | 146       | 547    | 524    | 1071     |
| الإجمالي            | 388         | 334       | 1248   | 1043   | 2291     |